# Paraphysa
Paraphysa là một chi nhện trong họ Theraphosidae.

## Các loài
Chi này gồm các loài:
- Paraphysa parvula (Pocock, 1903)
- Paraphysa peruviana Schmidt, 2007
- Paraphysa riparia Schmidt & Bolle, 2008
- Paraphysa scrofa (Molina, 1788)